# Сухая игла
Сухая игла (фр. pointe-sèche) — техника гравирования на металле, при которой изображение создаётся не травлением кислотой металлической доски, как в чистом офорте, а непосредственным рисованием — процарапыванием специальной офортной иглой линий и штрихов по металлу, обычно мягкому цинку или меди. Полученная доска с изображением представляет собой форму глубокой печати. Далее производится печать на увлажнённую бумагу аналогично офорту.
Подобная техника известна с конца ХV века, однако вначале её применяли как подсобную — для дополнения и исправления офортного штриха или гравюры резцом. Излишне резкие штрихи в этой технике можно заглаживать шабером или гладилкой. Для «сухой иглы», в отличие от иных техник, характерны бархатистость, живописность штрихов благодаря возникающим заусенцам по краям штриха — «барбам». Если их не загладить, при печатании они захватывают дополнительное количество чёрной краски и на бумаге остаются бархатистые пятна, похожие на размывку кистью. Ранее такой эффект считали браком. Впервые «барбы» стал сознательно использовать Рембрандт для придания наибольшей живописности гравюре, например в своём шедевре «Три креста».

## История
Техника сухой иглы возникла в XV веке. Эта техника применяется на завершающем этапе или подправки офортной доски. Много работали в этой технике немецкие художники XV века. Среди известных художников в этой технике (в сочетании с травлением и гравировкой) работали Альбрехт Дюрер и Рембрандт. Художник Алекс Кац использовал этот процесс для создания некоторых из своих работ, таких как «Солнечный» и «Пловец».
В 20-м веке в этой технике работали Макс Бекман, Милтон Эйвери, Светлин Русев, Герман-Поль. Художники работали разными цветами. Канадский художник Дэвид Браун Милн был первым, кто использовал несколько пластин, по одной для каждого цвета.
В России техника сухой иглы применялась с XVIII столетия в сочетании с гравированием офортом, резцом и пунктиром. Обычно работу начинали резцом или офортом, а нюансы ближе к завершению добавляли сухой иглой. Среди русских мастеров, прибегавших к этой технике, был Е. П. Чемесов. Особенностью этой техники являются барбы — углублённые борозды с поднятыми заусенцами, которые не сглаживаются, что придаёт оттиску мягкость и бархатистость.

## Описание
Сухая игла технически проще и доступнее офорта, так как не требует ни грунтовки, ни травления. Штрихи наносятся непосредственно на отполированную медную или цинковую доску просто механическим воздействием руки художника, вооружённой крепкой стальной, а ещё лучше — алмазной гравировальной иглой.

## Типы игл
Для работы может быть использован теоретически любой сухой острый предмет, включая стоматологические инструменты, гвозди и др. Тем не менее, некоторые виды игл специально делают для работы в этой технике.
Иглы с алмазным напылением легко режут любой металл, но они стоят дорого.
Твердосплавные стальные иглы также могут быть использованы для большего эффекта. Они дешевле, чем алмазные иглы, но нуждаются в частой заточке, чтобы поддерживать остриё острым.

## Произведения
- Галерея работ с использованием техники сухая игла
- Е. Чемесов по рисунку Ж. Л. де Велли. Автопортрет (Е. Чемесов). Резец, офорт, сухая игла. 1764-1765.
- Е. Чемесов по рисунку Ж. Л. де Велли. Портрет графа Г. Орлова. Резец, офорт, сухая игла. 1764.
- Е. Чемесов по рисунку Ж. Л. де Велли. Портрет графа Миниха. Резец, офорт. 1764.